# یوهان الماندر
یوهان الماندر (سوئدی: Johan Erik Calvin Elmander زادهٔ ۲۷ مهٔ ۱۹۸۱) بازیکن فوتبال اهل سوئد است.

## تیم ملی
وی برای تیم ملی فوتبال سوئد ۶۸ بازی انجام داده و ۱۸ گل به ثمر رسانده‌است. پست تخصصی این بازیکن نیز، مهاجم است.وی در حال حاضردرباشگاه گالاتاسارای عضویت دارد.